# Pseudaenidea elegans
Pseudaenidea elegans là một loài bọ cánh cứng trong họ Chrysomelidae. Loài này được Harold miêu tả khoa học năm 1879.